# Ponta Juntabudo
A Ponta Juntabudo é uma formação geológica costeira de São Tomé e Príncipe, localizado na ilha de São Tomé, a Este da província de Caué. Este acidente geológico localiza-se entre a Praia Ió Grande e a Praia do Gato.